# Подорож Досвітнього мандрівника
«По́дорож „Досві́тнього мандрівника́“», у перекладі К. Воронкіної, І. Ільїна, О. Кальниченка «Морські пригоди „Зоряного мандрівника“» (англ. The Voyage of the Dawn Treader) — казковий роман Клайва Стейплаза Льюїса у жанрі фентезі, який вийшов у 1952 році. Третя (п'ята за хронологічним порядком) книга гептології «Хронік Нарнії». У ній Люсі та Едмунд втретє потрапляють у Нарнію, а їх двоюрідний брат Юстес — вперше. З точки зору світу Нарнії, у «Подорожі…» змальовується океан до Сходу від Нарнії, та відображаеться устрій світу взагалі.

## Сюжет
Едмунд і Люсі проводять літні канікули в своїх родичів Гарольда та Альберти Скраббів у товаристві свого неприємного, занудливого двоюрідного брата Юстеса. Сумуючи, вони роздивлялися картину, де був зображений корабель із золотим драконом на носі, але раптом він почав гойдатися на хвилях і подув жахливий вітер. Рама картини зникла і діти опинилися у воді. Вхопившися за мотузки, які кинули з корабля, вони повилазили на борт. Виявилося, що діти опинилися в нарнійському світі, а на кораблі плив король Каспіан X, якому рік тому (три роки за нарнійським часом) Певенсі допомогли здобути трон. Метою плавання було рятування сімох нарнійських лордів (Арґоза, Берна, Мавраморна, Октезіана, Рестімара, Ревіліана і Рупа), приближених Каспіана IX, посланих його братом Міразом на пошуки найсхідніших земель.
Висадившись на Самотніх Островах (заморському володінні Нарнії), Каспіан, Едмунд, Люсі і Юстес потрапляють у полон работоргівцям. Каспіана купує якийсь пан, що виявляється лордом Берном. Опинившись на волі, король разом з лордом рятує своїх товаришів, скидує жадного намісника губернатора Гумпаса і призначає замість нього лорда Берна. Поповнивши запаси, «Досвітній мандрівник» продовжує своє плавання. Через кілька днів починається сильна буря, і нарешті потріпаний корабель зі зламаною щоглою пристає до невідомого острова. Бажаючи ухилитися від робіт з ремонту, Юстес йде вглиб острова, де бачить смерть старого дракона і проникає в драконячу печеру. Надівши на руку знайдений браслет і наповнивши кишені скарбами, він засинає і просинається в образі дракона. З'ївши мертвого дракона, Юстес-дракон летить до Каспіана зі супутниками, де йому ледь вдається їм пояснити, хто він такий. Каспіан і Дрініан впізнають браслет на лапі Юстеса: на ньому викарбований герб лорда Октезіана. Перебуваючи в тілі дракона, Юстес переосмислює своє життя і ставлення до навколишніх, здружується з мишаком Ріпічіпом, з яким доти ворогував. Одного разу вночі до нього з'являється Аслан, веде за собою до джерела, де знімає з нього драконячу шкуру, і викупавши в джерелі, одягає в новий одяг. Перед тим, як залишити острів, Каспіан зі супутниками гадають, що сталося з Октезіаном: чи з'їв його старий дракон, чи цей дракон і був зачаклованим лордом.
Наступним клаптиком суші виявляється острів з руїнами і останками людей, названий Каспіаном «Спаленим». Знайшовши на березі маленький човник-коракл близько 1 метра завдовжки, Ріпічіп вирішує взяти його на борт. Через кілька днів «Досвітній мандрівник» зазнає нападу Морського Змія, від якого команді вдається відбитися, але корма корабля залишається пошкодженою. На черговому відкритому острові Каспіан, Едмунд, Люсі, Юстес і Ріпічіп знаходять озеро, на березі якого лежать нарнійські обладунки, зброя і монети, а на дні видна золота статуя. Раптом мандрівники відкривають, що вода озера перетворює змочені нею предмети на золото, і розуміють, що це насправді не статуя, а останки одного з лордів. Тоді ж відбувається сварка між Едмундом і Каспіаном, край якій неочікувано покладає з'явлення Аслана (за словами Люсі, «він був завбільшки за слона», пізніше вона порівнювала його за розмірами з конем). Назвавши острів за пропозицією Ріпічіпа островом Мертвої Води, Каспіан зі супутниками повертаються на корабель.
«Досвітній мандрівник» пливе кілька днів прямо на схід, після чого кидає якір біля берегів нового острова. Каспіан, Дрініан, Едмунд, Люсі, Юстес і Ріпічіп висаджуються на берег, де чують чиїсь голоси навколо і незабаром опиняються в кільці озброєних невидимок. Очільник невидимок («Шеф») розповідає, що колись Чаклун зробив народ дафферів потворними і бажаючи зняти закляття заклинанням з Книги Чарів, дочка Шефа перетворила їх всіх на невидимок. Тепер вони чекають маленьку дівчинку з далеких земель, що могла б розчаклувати їх за допомогою Книги Чарів, і Шеф заявляє, що не відпустить мандрівників, допоки Люсі не допоможе його народові. Наступного дня дівчинка підіймається сходами на гору, знаходить у будинку Книгу Чарів і читає заклинання «як невидиме зробити видимим». У залі з'являється Аслан, який, за його власними словами, перебував там доти в невидимому образі. Після нетривалої бесіди Лев і Люсі йдуть до «Чаклуна», який насправді виявляється добрим чарівником на ім'я Коріакін. Залишивши Люсі з чарівником, Аслан залишає острів, а Коріакін показує дівчинці розчаклованих дафферів, які виявляються одноногими істотами з величезною ступнею, що пересуваються стрибками. Чарівник пояснює Люсі, що колись вони були звичайними гномами (щоправда, «не такими милими, як ті, що живуть у Нарнії»), і він лише змінив їм подобу. Даффери спочатку отримують нове ім'я «одноногів», потім змішавши його з первісним найменням, остаточно називають себе «даффероногами». Від Коріакіна Каспіан з супутниками дізнаються, що сім років тому острів відвідав нарнійський корабель з лордами Арґозом, Мавраморном, Ревіліаном і Рупом на борту, таким чином, вдається з'ясувати, що на острові Мертвої Води загинув лорд Рестімар. Наступного дня Коріакін чарами лагодить пошкоджену корму «Досвітнього Мандрівника», після чого його екіпаж продовжує своє плавання.
Після кількох днів плавби в південно-східному напрямку мандрівники бачать схоже на острів громаддя, яке при близькому розгляданні виявляється громаддям темряви. Ріпічіп вимагає пливти вперед, і Каспіан поступається йому. Потім лунають чиїсь крики, незнайомий голос благає врятувати його. На борт корабля підіймається незнайомець, який повідомляє, що на цьому острові збуваються сни, тому звідти треба втікати. Спочатку «Досвітній Мандрівник» не може вийти з темряви, але слідуючи за таємничо виниклим звідкись альбатросом, екіпажу вдається вирватися з неї, а врятований незнайомець виявляється лордом Рупом.
Приставши до якогось прекрасного острова, команда «Досвітнього Мандрівника» знаходить на ньому трьох приспаних лордів, що сидять за столом, заповненому різними наїдками. Не ризикуючи скуштувати щось на столі, мандрівники залишаються до світанку біля столу. На світанні з'являється дівчина, яка розповідає їм, що трапилося з лордами: прибувши на острів кілька років тому, вони вчинили спір стосовно подальших дій і один з них схопив кам'яний ніж, що лежав на столі. Ніж виявився тим самим ножем, яким Біла Відьма вбила на Кам'яному Столі Аслана, і лише лорд торкнувся його, як всі троє занурилися в сон. Зі сходом сонця приходить старий батько дівчини — чарівник-зірка Раманду. Від Каспіан зі супутниками дізнаються, що для розчаклування лордів потрібно, щоб хтось добрався до східного краю світу і залишився там назавжди. На це зголошується Ріпічіп, бо то було його давньою мрією.
Залишивши лорда Рупа і одного слабкодухого матроса на острові Раманду, екіпаж «Досвітнього Мандрівника» наближається до найсхіднішого сходу. Ріпічіп виявляє, що вода за бортом не солона, а солодка, і нагадує чуте в дитинстві пророцтво («Там починається край Сходу, Де небо п'є солодку воду»). На поверхні моря з'являється суцільний покрив з лілій, глибина дедалі зменшується, і нарешті далі стає можливо просунутися тільки на шлюпці. Каспіан спочатку виявляє бажання пливти на крайній схід і залишитися там разом з Ріпічіпом, але Аслан, з'явившись йому ожилим зображенням в каюті, наказує пливти далі лише Едмунду, Люсі, Юстесу і Ріпічіпу, а Каспіану повертатися додому. Розпрощавшись з Каспіаном і іншими нарнійцями, діти і мишак продовжують свій шлях на корабельному човні, який швидко несе течією все далі на схід. На найсхіднішому краю нарнійського світу, де води моря підіймаються стіною до неба, Ріпічіп прощається з дітьми, сідає в свій маленький човник, підіймається на ньому до гребеня водяної стіни і зникає. Едмунд, Люсі і Юстес йдуть вбрід на південь до твердої землі неподалік, де зустрічають ягня, яке частує їх рибою. Ягня змінює свій образ і виявляється Левом Асланом, який повідомляє Едмунда і Люсі про те, що вони обидва вже ніколи не повернуться до Нарнії, бо «надто дорослі і мусять бути ближчі до свого світу». Люсі зажурюється вістю вічної розлуки з Асланом, але Лев говорить, що він «живе і в нашому світі, тільки носить інше ім'я». Потім він переносить дітей додому в Англію. Всі, хто знали Юстеса, відзначили позитивні зміни в його характері, незадоволення виказала тільки його мати, яка приписала все «кепському впливу Едмунда і Люсі».
У нарнійському світі екіпаж «Досвітнього Мандрівника» прибув на острів, де лорди пробудилися від зачаклованого сну. Каспіан одружився з дочкою Раманду і повернувся з нею до Нарнії.

## Персонажі

### Пасажири «Досвітнього мандрівника»
- Каспіан Х — король Нарнії того часу. Відомий ще як Каспіан Мореплавець.
- Едмунд Певенсі — хлопчик з нашого світу, два рази відвідував Нарнію доти, король Золотого віку Нарнії.
- Люсі Певенсі — дівчинка з нашого світу, два рази відвідувала Нранію доти, королева Золотого віку Нарнії.
- Юстес Скрабб — хлопчик з нашого світу, який потрапив у Нарнію разом зі своїма двоюрідними братом Едмундом і сестрою і Люсі.
- Ріпічип — хоробрий Миш, котрому дріада пообіцяла, що він знайде «найсхідніший Схід». Один з величніших героїв Нарнії, який прославився у другій битві при Беруні.

### Команда «Досвітнього мандрівника»
- Лорд Дрініан — капітан
- Рінс — боцман
- Рінельф — матрос

### Ті, кого зустріли на своєму шляху мореплавці
- Аслан — Великий Лев
- Такс — торгівець рабами
- Гумпас — губернатор Самотніх Островів
- Берн — один з сьоми лордів, яких шукав Каспіан, після Гумпаса став герцогом — васальним керівником Островів
- Дракон
- Однотопи — смішний народ
- Коріакін — людина-зірка, якому Аслан повелів наглядати за одноногами
- Головний — керівник одноногів
- Руп — один з семи Лордів
- Раманду — людина-зірка
- Дочка Раманду (у книжці безіменна).

## «Досвітній мандрівник»
«Досвітній мандрівник» — перший корабель Нарнії за декілька століть, що пройшли з часу її тельмаринського завоювання.
«Досвітній мандрівник» був маленьким порівняно з парусними галерами, торговельними кораблями та галеонами, які були у Нарнії в той час, коли правили Певенсі, але за століття володарювання предків Каспіана майже вся навігація зупинилась. Після того, як Каспіан став королем, він знов став навчати нарнійців мистецтву плавання по морю, і «Досвітній мандрівник» був найкращим з усіх кораблів, як він збудував на той час.

## Переклади українською
- «Подорож „Досвітнього мандрівника“» — переклад С. Ю. Андрухович, опублікований у 2008 р.
- «Морські пригоди „Зоряного мандрівника“» — переклад К. Воронкіної, І. Ільїна, О. Кальниченка, опублікований у 2013 р., перевидання — в 2017 р.

## Екранізації
Перша екранізація роману була здійснена компанією BBC 1989 року: у двосерійному фільмі «Принц Каспіан і плавання на «Досвітньому Мандрівнику»», другому сезоні серіалу The Chronicles of Narnia.
Друга екранізація відбулася в 2010 році: фільм «Хроніки Нарнії: Підкорювач Світанку», знятий компаніями Walt Disney Pictures і Walden Media.

## Алюзії
- На думку протоієрея Димитрія Струєва, основною темою «Подорожі» є тема покаяння, розкрита в образі Юстеса. Епізод з болісним зніманням драконячої шкіри з наступним купанням у джерелі символізує покаяне очищення від гріхів і таїнство Хрещення[2].
- Згідно з планетарною теорією «Хронік», «Подорож „Досвітнього мандрівника“» пов'язана з Сонцем: основою сюжету є подорож на найсхідніший схід, назустріч Сонцю[3].